# Johnny English Strikes Again
Johnny English Strikes Again är en actionkomedifilm från 2018 som är regisserad av David Kerr. Filmen är en uppföljare till Jonny English Reborn (2011), och är den tredje delen i Jonny English-serien. Filmens huvudpersoner spelas av Rowan Atkinson i titelrolen, tillsammans med Ben Miller, Olga Kurylenko, Jake Lacy och Emma Thompson. I filmen får man följa MI7-agenten som kallas in när alla undercover-operatörer utsätts för en cyperattack.
Filmen släpptes på biografer i Storbritannien den 5 oktober 2018 och i USA 26 oktober 2018 av Universal Studios. I Sverige hade filmen premiär 28 september 2018.

## Rollista
| - Rowan Atkinson – Johnny English - Kevin Eldon – MI7 Night Duty Agent - Emma Thompson – Prime Minister - Adam James – Pegasus - Jasmine Brightmore – Dowling - Adam Greabes-Neal – Tomlinson - Olga Kurylenko – Ophelia Bhuletova | - Pippa Bennett-Warner – Lesley - Michael Gambon – Agent Five - Charles Dance – Agent Seven - Edward Fox – Agent Nine - Ben Miller – Bough - Matthew Beard – P - Jake Lacy – Jason Volta |